# Laramie (Wyoming)
Laramie – stolica hrabstwa Albany w stanie Wyoming, w Stanach Zjednoczonych. Miasto zostało nazwane od nazwiska francuskiego trapera Jacques'a Laramie, który zaginął w okolicznych górach, nazwanych Laramie Mountains.

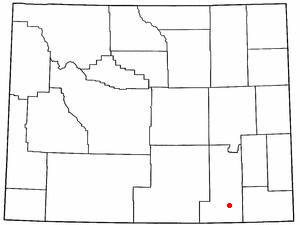
Położenie Laramie na mapie stanu Wyoming (zaznaczone granice hrabstw)

Od 1886 r. w mieście działa uniwersytet.

## Geografia
Miasto leży w południowo-wschodnim Wyoming, 66 km (41 mil) na zachód od stolicy stanowej Cheyenne i 182 km (113 mil) na północ od koloradzkiego Denver, na skrzyżowaniu drogi krajowej Route 287, biegnącej z północy na południe, i autostrady międzystanowej Interstate 80, łączącej oba amerykańskie wybrzeża (od przedmieść Nowego Jorku przez okolice Chicago do San Francisco).
Laramie jest usytuowane na wysokim płaskowyżu między dwoma pasmami górskimi: Medicine Bow Mountains, także zwanymi Snowy Range, położonymi 30 mil na zachód od miasta, i Laramie Mountains, położonymi 7 mil na wschód. Miasto opływa górny bieg rzeki Laramie.

## Ludność
Laramie jest miastem niewielkim i wolno rozwijającym się. W 1970 r. liczyło 23 143 mieszkańców, a i tak było trzecim co do wielkości ośrodkiem miejskim w generalnie słabo zaludnionym stanie Wyoming. W roku 2000 liczba ludności wynosiła 27 204. Według stanu na 2021 r. miasto liczy 31 659 mieszkańców, co daje mu czwarte miejsce w stanie.

## Gospodarka
W mieście rozwinął się przemysł drzewny, mięsny oraz cementowy.

## Obserwatorium Wyoming
Miasto jest siedzibą Uniwersytetu Wyoming (14 tys. studentów), którego katedra astronomii i astrofizyki od 1977 zarządza lokalnie jednym z najlepszych ziemnych (w odróżnieniu od orbitujących) teleskopów na świecie, zaprojektowanym specjalnie do obserwacji w zakresie astronomii podczerwonej. Centrum WIRO (Wyoming InfraRed Observatory), z 2,3-metrowym (średnica lustra) instrumentem optycznym, jest ulokowane w doskonałych warunkach dla tego typu badań w bardzo suchym mikroklimacie górskim, z dala od źródeł zanieczyszczeń atmosferycznych, optycznych czy termicznych, na pobliskim szczycie Jelm Mountain, na wysokości 2943 m n.p.m., 25 mil (40 km) na południowy zachód od miasta.

## Laramie a Fort Laramie
Laramie leży w zupełnie innym miejscu, niż zabytkowy Fort Laramie, 42°12,6′N 104°32,4′W/42,210000 -104,540000, gdzie USA podpisały Traktat w Fort Laramie (1851) i Traktat w Fort Laramie (1868) z różnymi nacjami Indian. Fort Laramie jest także położony nad rzeką Laramie, lecz przy jej ujściu, o dwa hrabstwa dalej na wschód i nieco dalej na północ, w hrabstwie Goshen. Hrabstwo Laramie ze stanową stolicą Cheyenne rozdziela Laramie i Fort Laramie.